# Cantonul Toulouse-14
Cantonul Toulouse-14 este un canton din arondismentul Toulouse, departamentul Haute-Garonne, regiunea Midi-Pyrénées, Franța.

## Comune
- Aucamville
- Castelginest
- Fenouillet
- Fonbeauzard
- Gagnac-sur-Garonne
- Launaguet
- Saint-Alban
- Toulouse (parțial, reședință)

Cantonul omvat de volgende delen van de stad Toulouse:
- Barrière de Paris
- Ginestous
- Lalande
- Sesquières